# 紅村站
紅村站（羅馬化：Krasnoselskaya）是莫斯科地鐵索科利尼基線的一個車站，位於莫斯科中央區。紅村站開通於1935年5月15日，月台上有十根克里米亞大理石柱裝飾。車站的設計者是B. Vilenskiy 和V. Yershov。